# William Alcott

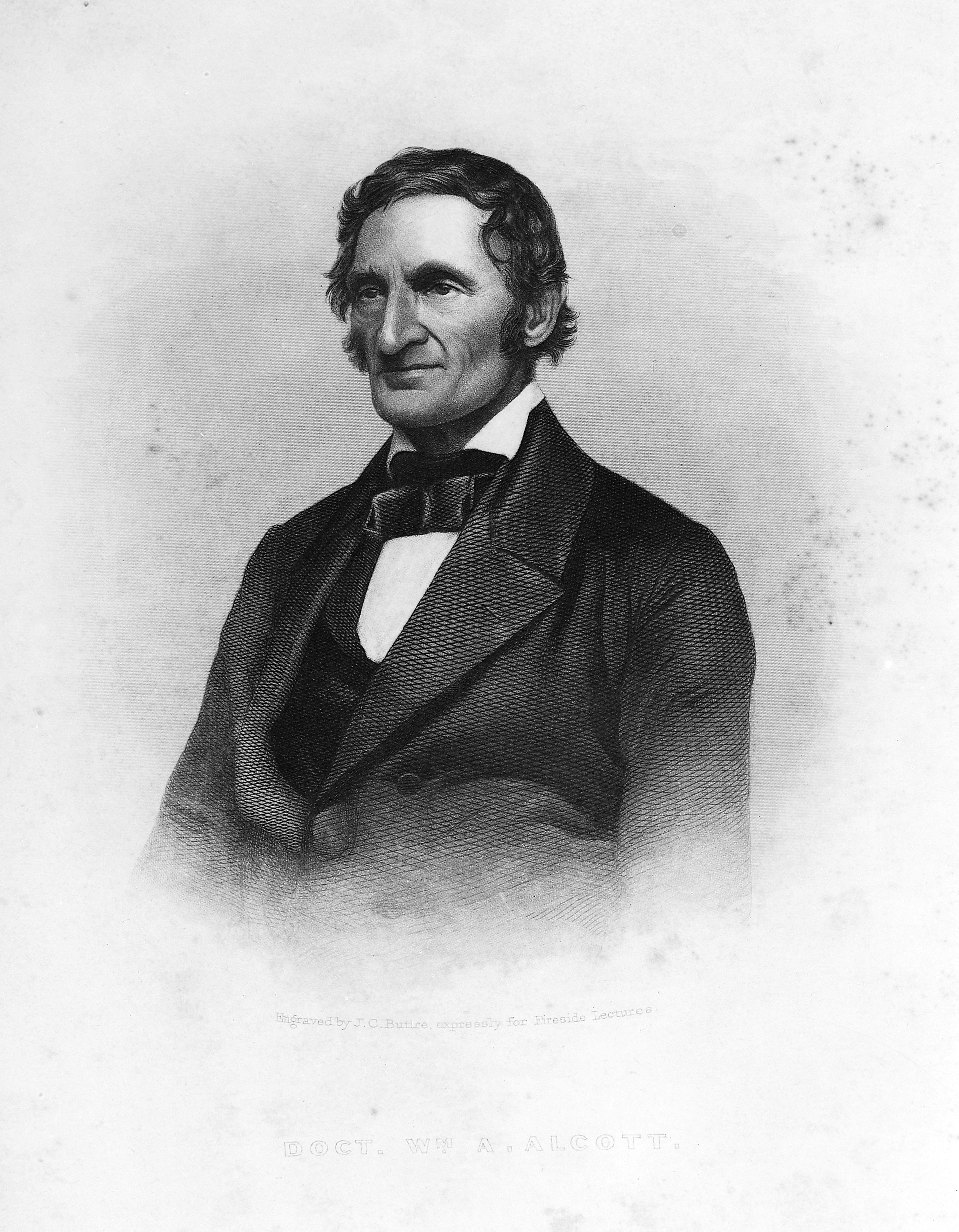
William Alcott

William Andrus Alcott (* 6. August 1798 in Wolcott; † 29. März 1859 in Auburndale) war ein US-amerikanischer Arzt, Lebensreformer und Autor.

## Leben
Der Mediziner William A. Alcott war zeitlebens gefragt als Redner und als Autor diverser Ratgeber- und Anstandsliteratur. Ab 1839 – nach einer lebenslangen Aversion gegenüber Fleisch und Fisch – gab Alcott jeden Verzehr tierischer Produkte auf. Alcott war zeitlebens davon überzeugt, dass eine vegetarische Ernährung gesundheitliche Vorteile mit sich bringt und auch, dass eine vegetarische Kultur die Gesellschaft allgemein sittlich bereichern könne, weil einerseits die Gewalt gegenüber anderen Tieren beendet würde und die Menschen andererseits übten ihre „niederen Triebe“ zu kontrollieren. 
William Alcott arbeitete viel mit seinem Cousin Bronson Alcott zusammen. Bronson gründete etwa die Kommune „Fruitlands“ in Massachusetts und probierte dort viele der Lebensentwürfe von William aus. Beide pflegten eine umfassende Korrespondenz und besprachen gegenseitig ihre Veröffentlichungen. 
William Alcott nahm selbst nicht aktiv beim Aufbau der Kommune teil und hielt stattdessen landesweit Vorträge für die frühe vegetarische Bewegung. Bei der Gründungsversammlung der Vegetarian Society 1850, die auf den Impuls von William Metcalfe und Sylvester Graham einberufen wurde, wurde Alcott zu deren Präsidenten gewählt. Die Inhalte der Gesellschaft drehten sich um die „Überlegenheit der vegetarischen Lebensweise“ und argumentierte überwiegend mit Ansichten über gesundheitlich positive Auswirkungen einer vegetarischen Ernährung. Das Treffen befand man für erfolgreich und man zirkulierte bald eine Veröffentlichung in Kreisen von Vegetariern und Reformern. Alcott lebte damals in Auburndale. Alcott starb 1859 im Alter von 60 Jahren an Tuberkulose, woran er seit seiner Kindheit litt. Sein Grab befindet sich auf dem Newton Cemetery.

## Veröffentlichungen
WorldCat führt eine Liste mit 188 Arbeiten von William Alcott. Zu seinen meistgelesenen Veröffentlichungen zählen folgende Schriften:
- Confessions of a School Master, 1839[3]
- The Young Man’s Guide, 1834[4]
- The Young Woman’s Guide[5]
- The Use of Tobacco: Its Physical, Intellectual, and Moral Effects on The Human System, 1836[6]
- Vegetable Diet: As Sanctioned by Medical Men, and by Experience in All Ages, 1838[7] (2., revidierte und vermehrte Auflage: New York 1859).
  - In den ersten vier Kapitel stark überarbeitete Übersetzung ins Deutsche: Theodor Hahn: Die naturgemäße Diät – die Diät der Zukunft. Nach Erfahrung und Wissenschaft aller Zeiten und Völker zusammengestellt. Paul Schettler, Cöthen 1859.[8]
- Tea And Coffee, 1839[9]
- Art of Good Behavior, 1848
- The Young Housekeeper, 1842
- The Young Mother Or Management Of Children In Regard To Health
- The Young Mother
- Adventures of Lot, the Nephew of Abraham
- Familiar letters to young men on various subjects: Designed as a companion to The young man's guide.
- Trust in the Lord; or the Story of Elijah and the Ravens
- Stories of Eliot and the Indians
- Lectures on Life and Health, Or, The Laws and Means of Physical Culture, 1853
- The House I Live In The first Anatomy book for the general public.
- Forty Years in the Wilderness of Pills and Powders, 1859
- The laws of health, or, Sequel to „The house I live in“, 1859[10]